# Coryne rugipes
Coryne rugipes är en svampart som beskrevs av Cooke 1879. Coryne rugipes ingår i släktet Coryne och familjen Helotiaceae.   Inga underarter finns listade i Catalogue of Life.